# Фёдоров, Александр Николаевич (хоккеист)
Алекса́ндр Никола́евич Фёдоров (укр. Олександр Миколайович Федоров; род. 12 апреля 1978, Киев) — украинский хоккеист, вратарь, игравший на профессиональном уровне в период 1994—2014 годов. Известен по выступлениям за национальную сборную Украины и такие хоккейные клубы как «Сокол», «Беркут», «Могилёв», «Витебск», «Гомель», «Металлург», «Неман». Четырёхкратный чемпион Украины, чемпион Латвии, дважды победитель Восточно-европейской хоккейной лиги, участник зимних Олимпийских игр в Солт-Лейк-Сити и пяти чемпионатов мира. Мастер спорта Украины международного класса. Ныне — тренер по хоккею.

## Биография
Александр Фёдоров родился 12 апреля 1978 года в городе Киеве Украинской ССР.
Начал карьеру профессионального хоккеиста в 1994 году в составе киевского клуба «Сокол». Позже представлял такие украинские и белорусские команды как «Беркут», «Могилёв», «Витебск», «Гомель», «Неман». В период 2002—2004 годов защищал ворота латвийского «Металлурга» из Лиепаи.
За свою долгую спортивную карьеру в общей сложности четыре раза становился чемпионом Украины по хоккею с шайбой (2002, 2006, 2009, 2014), кроме того, в 2012 году был бронзовым призёром. Побеждал на чемпионате Латвии 2003 года, где также признавался лучшим вратарём стадии плей-офф. Дважды выигрывал Восточно-европейскую хоккейную лигу.
Неоднократно призывался в состав украинской национальной сборной по хоккею. Так, ещё в 1999 году одержал победу на зимней Универсиаде в Попграде. В составе молодёжной сборной участвовал в чемпионатах Европы и мира 1995 года, на взрослом уровне представлял украинскую команду на чемпионатах мира 2002, 2005, 2006, 2007 и 2011 годов. Благодаря череде удачных выступлений удостоился права защищать честь страны на зимних Олимпийских играх 2002 года в Солт-Лейк-Сити, хотя в итоге ему так и не довелось выйти здесь на лёд ни в одном из матчей.
За выдающиеся спортивные достижения удостоен почётного звания «Мастер спорта Украины международного класса».
После завершения спортивной карьеры в 2014 году Фёдоров занялся тренерской деятельностью. Занимал должность помощника главного тренера в киевском «Беркуте» и в молодёжной сборной Украины.